# Oles
Oles es una parroquia de la zona conocida como La Marina (Les Mariñes, en asturiano) del concejo de Villaviciosa (Principado de Asturias). Limita al norte con el Mar Cantábrico, al este con Tazones y San Martín del Mar, al sur con Bedriñana y al oeste con Argüero. Tiene una extensión de 10.22 km² y cuenta con una población de 426 habitantes (INE 2022).

## Núcleos de población
- Las Arenas (Les Areñes)
- Llata
- La Lloraza
- Miénagos
- Oles
- El Gobernador (El Pidal)
- Piedras Blancas (Piedresblanques)
- Santa Marina (Santa Mariña)
- Tuero (Tueru)
- Novales (Ñovales)

## Patrimonio
- Iglesia de Santa Eulalia de la Lloraza, construida en el siglo XIII en estilo románico, presenta numerosas reformas posteriores, destacando la restauración llevada a cabo en 1950 por el arquitecto historicista Luis Menéndez Pidal.[1]Iglesia de Santa Eulalia de La Lloraza (siglo XIII). Vista general.

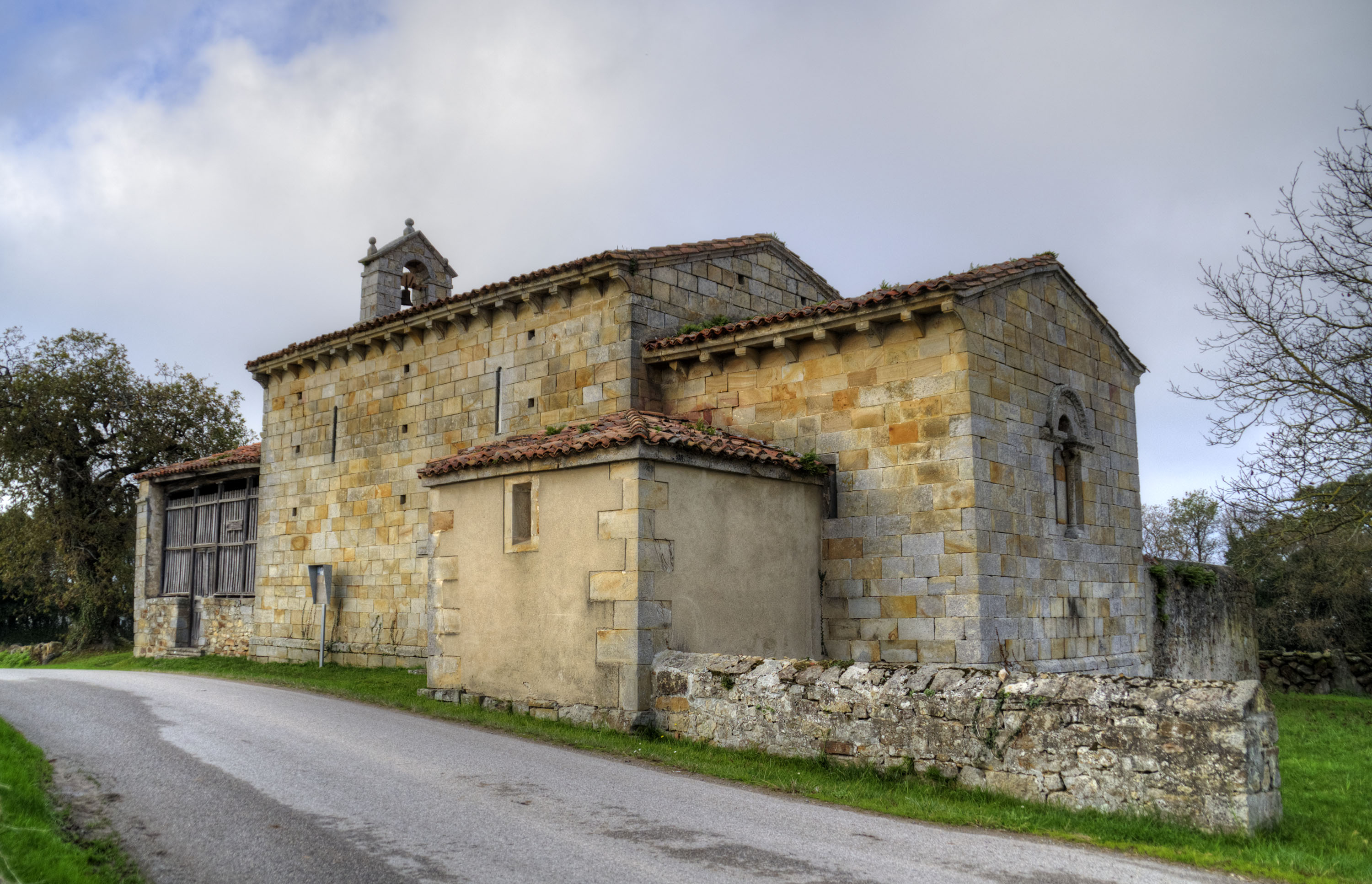
Iglesia de Santa Eulalia de La Lloraza. Vista general.

- Iglesia de San Félix de Oles. Construida a principios del siglo XIII en un tosco románico rural, presenta una nave rectangular rematada por una cabecera cuadrada separadas por un arco triunfal.[2][3]

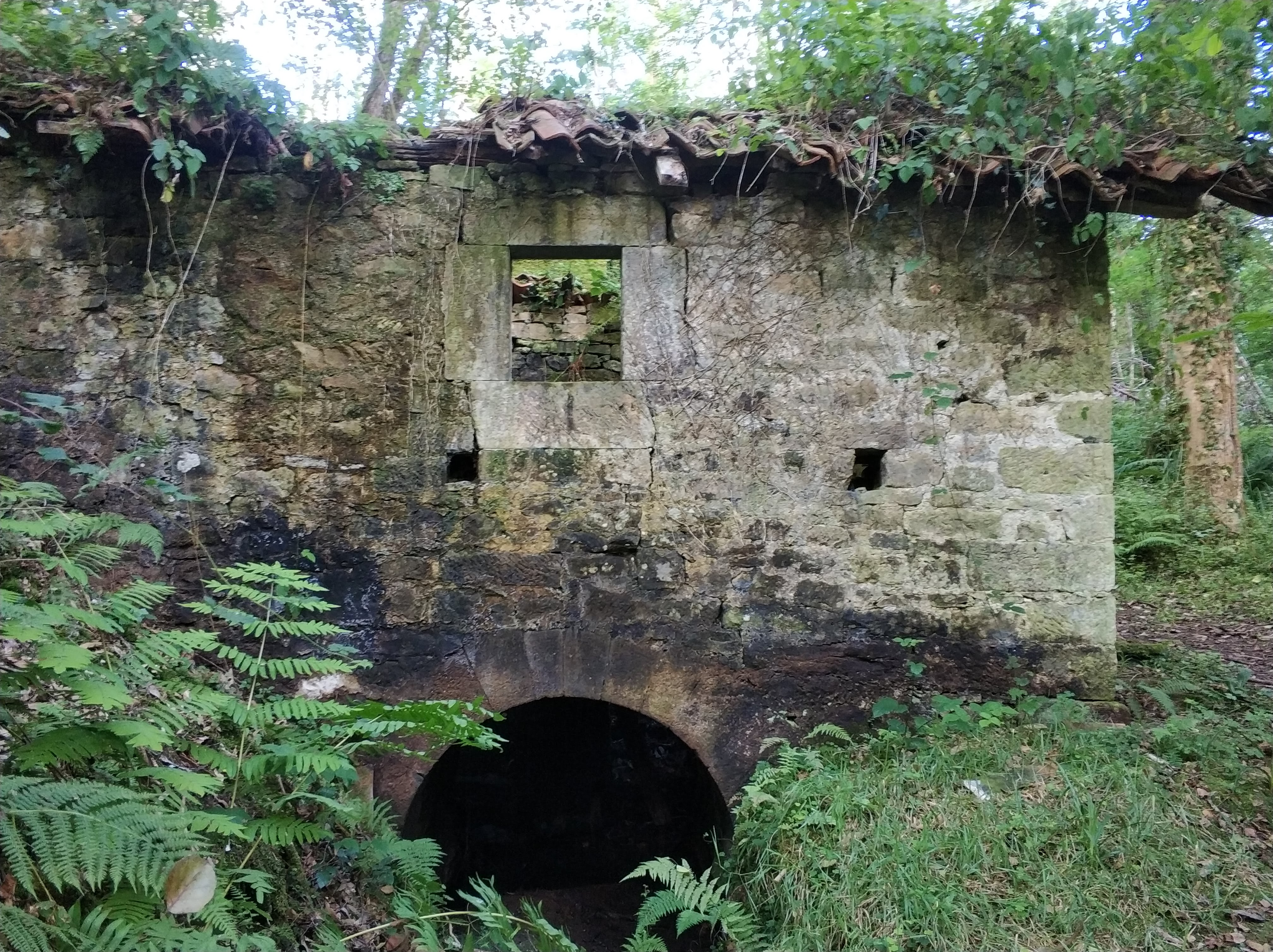
Molino harinero en ruinas

- Iglesia de Santa María de Tuero.
- Molinos harineros del siglo XIX.

## Minas de azabache
La historia de este pequeño pueblo hay que ponerla en relación con sus yacimientos de azabache, los más importantes del mundo junto con los de Whitby (Reino Unido). Explotados desde la Antigüedad, alcanzan su mayor desarrollo a finales del siglo XIX, cuando el azabache asturiano empieza a ser demandado desde Inglaterra, pues era más barato y blando que el que ellos mismos extraían. A principio del siglo XX las minas de azabache de Oles fueron explotadas por Arturo Lovelace, vicecónsul inglés en Gijón y único vendedor al extranjero de este material, así como por Bartolomé Noval y su hijo Tomás Noval Solar. Sin embargo, a partir de 1925 la demanda internacional decaerá por completo y únicamente será Tomás Noval Barredo quien continúe con la extracción del azabache hasta su fallecimiento. 

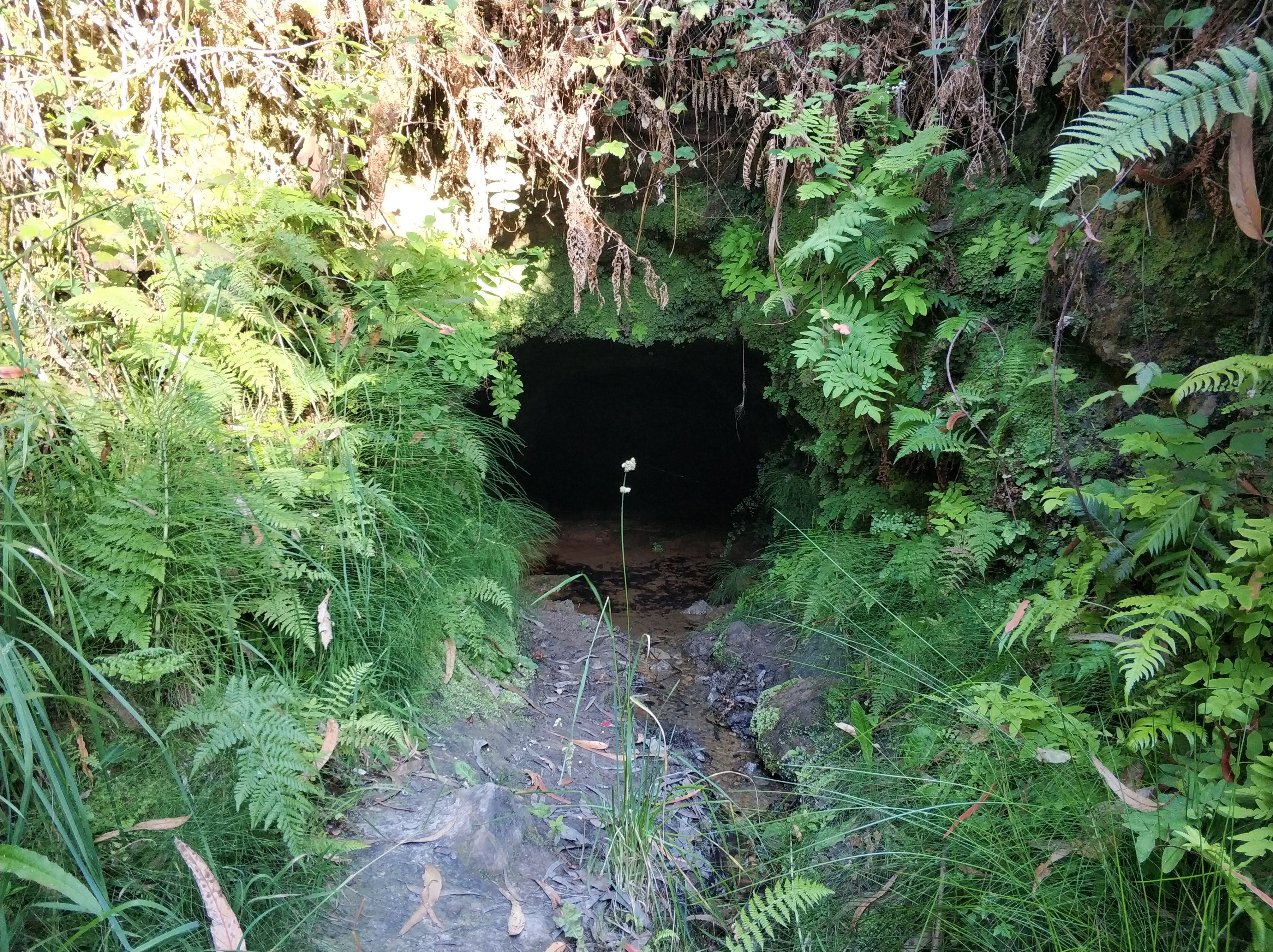
Entrada a una de las minas de azabache

## Fiestas
- Fiesta de les Flores: tiene lugar el último fin de semana de mayo en honor a la Virgen de la Salud.
- Mercáu tradicional: mercado tradicional asturiano de artesanía y comida que se celebra el primer fin de semana de agosto.
- Fiestas en honor a San Félix el último domingo de agosto.

## Demografía[5]
| Gráfica de evolución Demográfica de Oles entre 2000 y 2022 |
|                                                            |

## Personas destacadas
- José Noval y Noval (m. 1927): establecido en Oles junto otros familiares por el desarrollo de las minas de azabache, pronto emigró a Colombia con sus hermanos donde hizo fortuna con una fábrica de sombreros. A su regreso construyó en 1914 "El Xalé", único ejemplo de arquitectura indiana del pueblo. Llegó a ser alcalde de Villaviciosa y bajo su mandato consiguió notables mejoras para Oles, como la construcción de la recta de El Gobernador, así denominada debido a la presencia del Gobernador de Oviedo en su inauguración.[6]